# Союз ТМ-8
Союз ТМ-8 — радянський пілотований космічний корабель (КК) серії «Союз ТМ», типу 7К-СТМ, індекс ГРАУ 11Ф732. Серійний номер 58. Міжнародні реєстраційні номери: NSSDC ID: 1989-071A; NORAD ID: 20218.
Сьомий пілотований політ корабля серії «Союз ТМ» до орбітальної станції Мир. 8-й пілотований політ до орбітальної станції Мир, 127-й пілотований політ, 124-й орбітальний політ, 68-й радянський політ.
На кораблі здійснив політ п'ятий основний екіпаж станції (ЕО-5): командир Вікторенко Олександр Степанович, бортінженер Серебров Олександр Олександрович.
Корабель замінив Союз ТМ-7 як рятувальний апарат у зв'язку з обмеженою тривалістю експлуатації корабля.

### Інші польоти
Під час польоту корабля Союз ТМ-8:
- тривали польоти орбітальних комплексів:

- радянської орбітальної станції Салют-7 з пристикованим транспортним кораблем постачання Космос-1686 (ТКС-4);
- радянської орбітальної станції Мир з пристикованим вантажним кораблем Прогрес М-1;

- до орбітального комплексу Мир було пристиковано модуль Квант-2;

- закінчився політ радянського вантажного корабля Прогрес М-1;
- відбулись польоти:

- американських шатлів Атлантіс (STS-34), Діскавері (STS-33) і Колумбія (STS-32)
- радянського вантажного космічного корабля Прогрес М-2;

- почався політ радянського космічного корабля Союз ТМ-9.

## Екіпаж

### Стартовий
- Командир ЕО-5 — Вікторенко Олександр Степанович (2й космічний політ)
- Бортінженер ЕО-5 — Серебров Олександр Олександрович (3й космічний політ)

#### Дублерний
- Командир — Соловйов Анатолій Якович
- Бортінженер — Баландін Олександр Миколайович

#### Запасний
- Командир — Манаков Геннадій Михайлович
- Бортінженер — Стрекалов Геннадій Михайлович

### Посадковий
- Командир ЕО-5 — Вікторенко Олександр Степанович
- Бортінженер ЕО-5 — Серебров Олександр Олександрович

### Запуск Союзу ТМ-8
5 вересня 1989 о 21:38:03 UTC з космодрому Байконур ракетою-носієм Союз-У2 (11А511У2) було запущено космічний корабель Союз ТМ-8 з екіпажем: командир Вікторенко Олександр Степанович, бортінженер Серебров Олександр Олександрович.
У цей час на орбіті перебували: орбітальна станція Мир з пристикованим космічним вантажним кораблем Прогрес М--1 і орбітальна станція Салют-7 з пристикованим транспортним кораблем постачання Космос-1686 (ТКС-4).

### Стикування Союзу ТМ-8
7 вересня 1989 о 22:25:26 UTC космічний корабель Союз ТМ-8 пристикувався до заднього стикувального вузла модуля Квант орбітального комплексу Мир.
Після стикування на станції перебував п'ятий основний екіпаж (ЕО-5): командир Вікторенко Олександр Степанович, бортінженер ЕО-5 Серебров Олександр Олександрович.

### Прогрес М-1
1 грудня 1989 о 09:02:23 UTC космічний корабель Прогрес М-1 відстикувався від перехідного відсіку базового блоку орбітального комплексу Мир+Союз ТМ-8.
1 грудня 1989 о 10:32 UTC корабель увімкнув двигуни на гальмування для сходу з орбіти і об 11:21 UTC згорів у щільних шарах атмосфери.

### Квант-2
26 листопада 1989 о 13:01:41 UTC з космодрому Байконур ракетою-носієм Протон-К (8К82К) було запущено модуль Квант-2.
6 грудня 1989 о 12:21:28 UTC Квант-2 пристикувався до поздовжнього стикувального вузла перехідного відсіку базового блоку орбітального комплексу Мир+Союз ТМ-8.
8 грудня 1989 о 07:19:07 UTC Квант-2 з допомогою власного маніпулятора відстикувався від поздовжнього стикувального вузла перехідного відсіку базового блоку орбітального комплексу Мир+Союз ТМ-8 і о 08:19:04 UTC Квант-2 пристикувався до радіального стикувального вузла перехідного відсіку базового блоку орбітального комплексу Мир+Союз ТМ-8.
Модуль призначався для дообладнання комплексу обладнанням і науковою апаратурою. При запуску Квант-2 важив 19 565 кг. Модуль доставив корисне навантаження масою 5000 кг і паливо масою 1100 кг для корекції орбіти станції і зміни орієнтації, сонячні батареї площею 53,2 м² і потужністю 6,9 кВт.
Модуль мав три герметичні відсіки загальним об'ємом 59 м³. Всередині були деякі системи, відсутні на базовому блоці (зокрема системи регенерації води з урини і конденсату, установка для отримання кисню електролізом води).
Квант-2 мав шлюзову камеру з люком діаметром 1000 мм для виходу у відкритий космос і зберігання у проміжках між ними двох скафандрів Орлан-ДМА і керованих маневрових апаратів, доставлених у модулі.

### Перестикування Союзу ТМ-8
12 грудня 1989 о 08:22:30 UTC космічний корабель Союз ТМ-8 з п'ятим основним екіпажем станції (ЕО-5) — командир Вікторенко Олександр Степанович, бортінженер Серебров Олександр Олександрович — відстикувався від заднього стикувального вузла модуля Квант комплексу Мир. О 08:42:32 UTC космічний корабель Союз ТМ-8 з екіпажем пристикувався до перехідного відсіку базового блоку орбітального комплексу Мир. Перестикуванням було звільнено задній стикувальний вузол модуля Квант для прийому вантажного корабля Прогрес М-2.

### Прогрес М-2 (запуск і стикування)
20 грудня 1989 о 03:30:50 UTC з космодрому Байконур ракетою-носієм Союз-У2 (11А511У2) було запущено космічний корабель Прогрес М-2.
22 грудня 1989 о 05:41:21 UTC Прогрес М-2 пристикувався до заднього стикувального вузла модуля Квант орбітального комплексу Мир+Союз ТМ-8.

### Перший вихід у відкритий космос
8 січня 1990 о 20:23 UTC п'ятий основний екіпаж станції — командир Вікторенко Олександр Степанович, бортінженер Серебров Олександр Олександрович — почав вихід у відкритий космос. Вихід було відкладено на одну годину внаслідок неочікуваного відкриття клапана на кораблі Союз ТМ-8. Під час виходу екіпаж встановив датчики масою 80 кг на модуль Квант. О 23:19 екіпаж закінчив перший вихід у відкритий космос тривалістю 2 години 56 хвилин.

### Другий вихід у відкритий космос
11 січня 1990 о 18:01 UTC п'ятий основний екіпаж станції — командир Вікторенко Олександр Степанович, бортінженер Серебров Олександр Олександрович — почав вихід у відкритий космос. Під час виходу екіпаж зняв для повернення на Землю експериментальну стійку масою 15,5 кг, встановлену для п'яти технологічних експериментів як підготовка до очолюваного Францією проекту європейського багаторазового транспортного космічного корабля Гермес французьким космонавтом Жан-Лу Кретьєном 9 грудня 1988 під час виходу у відкритий космос. Потім екіпаж зняв пристрій ЕРА масою 240 кг, встановлений Жан-Лу Кретьєном і Олександром Волковим 9 грудня 1988. Також екіпаж переніс стикувальний конус з верхнього (зенітного) на нижній (надірний) люк для підготовки станції до стикування з модулем Кристал.
О 20:55 екіпаж закінчив другий вихід у відкритий космос тривалістю 2 години 54 хвилини.

### Третій вихід у відкритий космос
26 січня 1990 о 12:09 UTC п'ятий основний екіпаж станції — командир Вікторенко Олександр Степанович, бортінженер Серебров Олександр Олександрович — почав вихід у відкритий космос. Під час цього виходу було вперше використано нові скафандри Орлан-ДМА. Космонавти додали робочий майданчик біля шлюзу і видалили антену системи Курс, оскільки вона використовувалась при стикуванні і магла заважати при наступних виходах у відкритий космос. О 15:11 екіпаж закінчив третій вихід у відкритий космос тривалістю 3 години 2 хвилини.

### Четвертий вихід у відкритий космос
1 лютого 1990 о 08:15 UTC п'ятий основний екіпаж станції — командир Вікторенко Олександр Степанович, бортінженер Серебров Олександр Олександрович — почав вихід у відкритий космос. Олександр Серебров випробував керований маневровий апарат масою 218 кг, віддалившись від станції на 33 м. На випадок несправності в роботі апарата космонавт був прикріплений до станції страхувальним тросом з лебідки, встановленої на робочому майданчику, щобуло встановлено під час попереднього виходу у відкритий космос. О 13:14 екіпаж закінчив четвертий вихід у відкритий космос тривалістю 4 години 59 хвилин.

### П'ятий вихід у відкритий космос
5 лютого 1990 о 06:08 UTC п'ятий основний екіпаж станції — командир Вікторенко Олександр Степанович, бортінженер Серебров Олександр Олександрович — почав вихід у відкритий космос. Під час цього виходу Олександр Вікторенко віддалявся за допомогою керованого маневрового апарата на 45 м від станції, залишаючись прикріпленим страхувальним тросом. У «польоті» Вікторенко використовував прилад для вимірювання радіації навколо станції. О 09:53 екіпаж закінчив вихід у відкритий космос тривалістю 3 години 45 хвилин.

### Прогрес М-2 (відстикування і знищення)
9 лютого 1990 о 02:33:07 UTC космічний корабель Прогрес М-2 відстикувався від заднього стикувального вузла модуля Квант орбітального комплексу Мир+Союз ТМ-8.
9 лютого 1990 о 07:07 UTC корабель увімкнув двигуни на гальмування для сходу з орбіти і о 07:56 UTC згорів у щільних шарах атмосфери.

### Запуск Союзу ТМ-9
11 лютого 1990 о 06:16:00 UTC з космодрому Байконур ракетою-носієм Союз-У2 (11А511У2) було запущено космічний корабель Союз ТМ-9 з екіпажем: командир Соловйов Анатолій Якович, бортінженер Баландін Олександр Миколайович.
У цей час на орбіті перебували: орбітальна станція Мир з пристикованим космічним кораблем Союз ТМ-8 і орбітальна станція Салют-7 з пристикованим транспортним кораблем постачання Космос-1686 (ТКС-4).

### Стикування Союзу ТМ-9
13 лютого 1990 о 06:37:47 UTC космічний корабель Союз ТМ-9 пристикувався до заднього стикувального вузла модуля Квант орбітального комплексу Мир+Союз ТМ-8.
Після стикування на станції перебували: командир п'ятого основного екіпажу Вікторенко Олександр Степанович, бортінженер п'ятого основного екіпажу Серебров Олександр Олександрович, командир шостого основного екіпажу Соловйов Анатолій Якович, бортінженер шостого основного екіпажу Баландін Олександр Миколайович.

### Відстикування Союзу ТМ-8
19 лютого 1990 о 01:06:20 UTC космічний корабель Союз ТМ-8 з екіпажем — командир Вікторенко Олександр Степанович, бортінженер Серебров Олександр Олександрович — відстикувався від перехідного відсіку базового блоку орбітального комплексу Союз ТМ-9+Мир.
Після відстикування на станції залишився шостий основний екіпаж: командир Соловйов Анатолій Якович, бортінженер Баландін Олександр Миколайович.

### Посадка Союзу ТМ-8
19 лютого 1990 о 03:40:53 UTC корабель Союз ТМ-8 увімкнув двигуни на гальмування для сходу з орбіти і о 04:36:18 UTC приземлився за 55 км на північний схід від міста Аркалик.

## Галерея

Вигляд станції на початку польоту Союзу ТМ-8 (на схемі відсутній) — зліва базовий блок, справа Квант
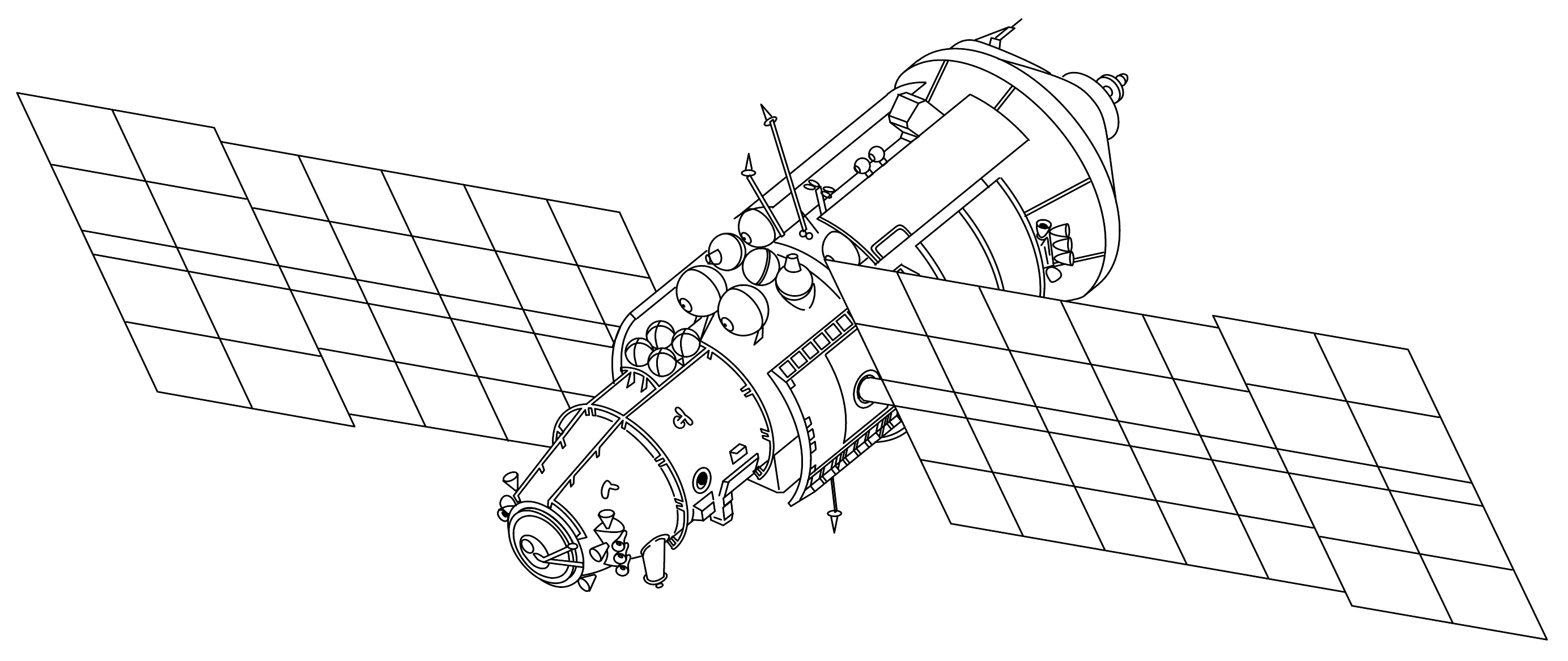
Модуль Квант-2
Зміна розташування модуля Квант-2 з допомогою маніпулятора Лапа
Вигляд станції по закінченні польоту Союзу ТМ-8 (на схемі відсутній) — згори Квант-2, зліва базовий блок, справа Квант